# Incidente OVNI de Manises
El incidente OVNI de Manises tuvo lugar el 11 de noviembre de 1979, en el que un vuelo comercial de la empresa española Trabajos Aéreos y Enlaces, con 109 pasajeros a bordo, se vio obligado a realizar un aterrizaje de emergencia en el aeropuerto de Manises (Valencia), cuando sobrevolaba Ibiza, al ser perseguido por unas inexplicables luces rojas. Tras el aterrizaje de emergencia del TAE-297, un Mirage F1, pilotado por el entonces Capitán Fernando Cámara, y hoy en día Coronel, asignado al Ala 14 del Ejército del Aire y del Espacio, despegó de la Base Aérea de Los Llanos para interceptar al misterioso objeto.
El incidente de Manises está considerado el avistamiento ovni más famoso de España y es uno de los casos más completos y complejos de la historia ufológica del país.

## Detalles del incidente

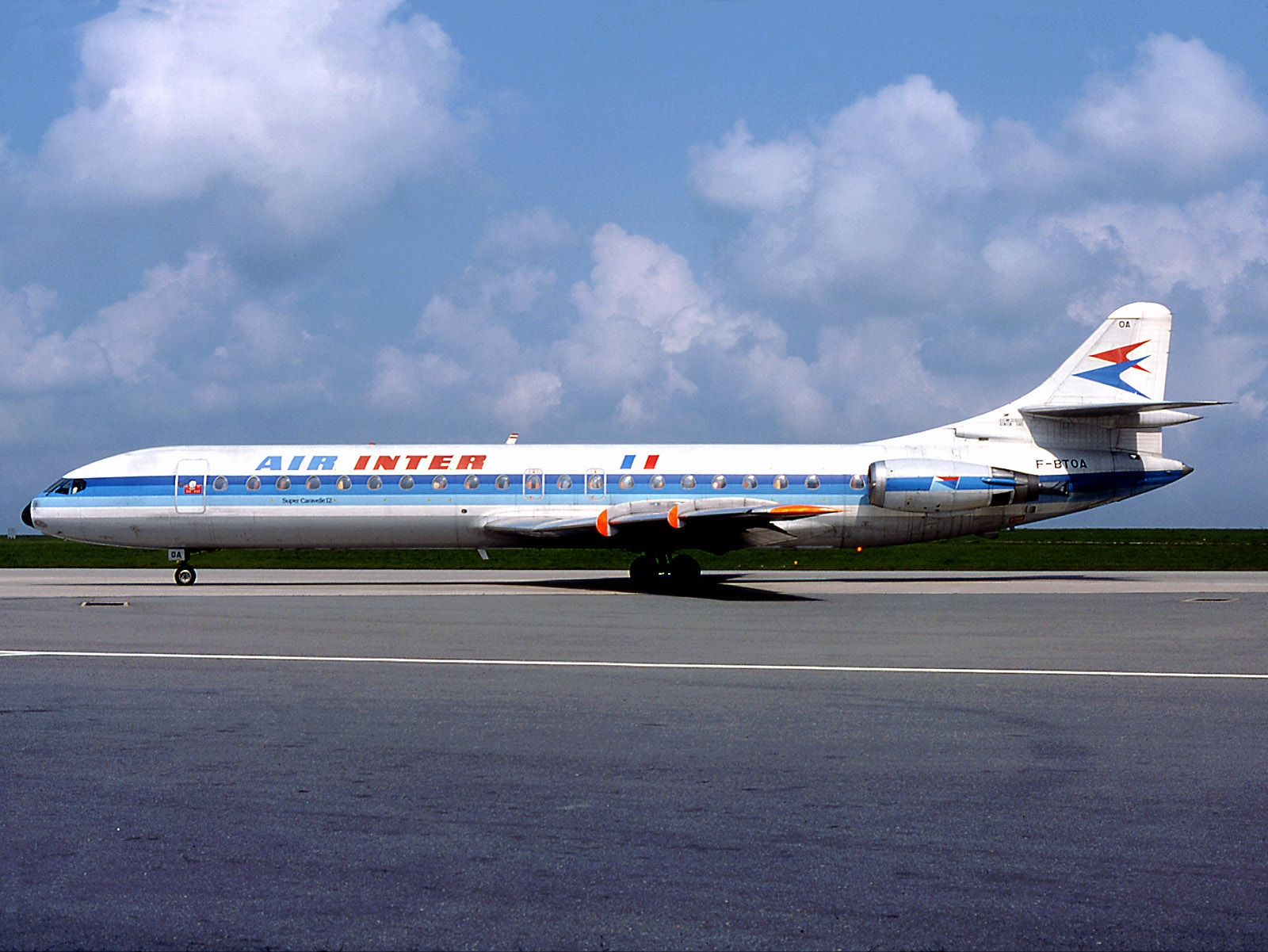
Super Caravelle SE-210 de la extinta aerolínea francesa Air Inter 1980.

El suceso lo protagonizó un Super Caravelle de la compañía TAE (Trabajos Aéreos y Enlaces -ya desaparecida-). Este vuelo, el JK-297, con 109 pasajeros, procedía de Salzburgo (Austria) y había hecho escala para repostar en Palma de Mallorca, antes de poner rumbo a Las Palmas de Gran Canaria.
Poco después de despegar de Palma de Mallorca, a medio camino y sobre las 23:00 horas, el piloto Francisco Javier Lerdo de Tejada, el copiloto Ramón Zuazu y la tripulación, observaron una serie de luces, con colores cambiantes entre el rojo, blanco y verde, que se acercaban rápidamente en dirección al avión. Estas luces parecían estar en curso de colisión con la aeronave, provocando un gran nerviosismo en la tripulación y en los pasajeros. El comandante solicitó a control terrestre información sobre algún tráfico que pudiese ser la causa de las extrañas luces, pero ni el radar militar de la Base Aérea de Torrejón de Ardoz (Madrid), ni el centro de control de vuelo de Barcelona, pudieron dar explicación alguna a este fenómeno.
Para evitar el riesgo de una posible colisión, el comandante elevó su aparato, pero las luces hicieron lo mismo y se colocaron a apenas medio kilómetro del avión. La imposibilidad de hacer una maniobra para esquivarlas provocó que el comandante se viese forzado a desviar su rumbo y solicitar un aterrizaje de emergencia en el aeropuerto de Manises (Valencia). Esta fue la primera vez en la historia española que un avión comercial se vio obligado a realizar un aterrizaje de emergencia a causa de un ovni, ya que el objeto no identificado estaba violando todas las normas elementales de seguridad.
La tripulación de vuelo informó que las luces abandonaron la persecución justo antes de que se produjera el aterrizaje. Sin embargo, el radar detectó tres formas no identificadas, cada una con un diámetro estimado de 200 metros, y fue observado por numerosos testigos. Uno de los ovnis pasó muy cerca de la pista del aeropuerto, y la tripulación de tierra encendió las luces de emergencia en caso de que el objeto fuera un vuelo no registrado que tuviera dificultades.
Mientras el piloto solicitaba permisos para el aterrizaje, el control de tráfico aéreo civil de Manises solicitó el envío de aviones militares del Ejército del Aire para identificar dichas luces. Sobre las 00:40 horas, un Mirage F-1 del Ala 14 despegó en misión de scramble (alerta de interceptación aérea) de la cercana Base Aérea de Los Llanos en Albacete, pilotado por el entonces Capitán Fernando Cámara, con el objetivo de identificar el fenómeno. El Capitán Cámara no tardó en encontrarse con esa gran luz roja, que permanecía estática sobre el aeropuerto de Manises: 

Vi la luz, aunque mi radar no detectaba nada. Yo volaba a unos 1.000 km/h, y cuando la alcancé, aquella luz pasó de estar estática a volar delante de mí a la misma velocidad. Era consciente de que ese objeto me estaba detectando, porque se dispararon los sistemas de amenaza de mi avión. Pero yo solo podía verlo con mis ojos.

El Mirage F-1 tuvo que aumentar su velocidad hasta 1,4 mach, para finalmente distinguir una forma troncocónica similar a una copa invertida sin la base, la cual cambiaba de color, aunque enseguida el artefacto desapareció de su vista. El piloto recibió información sobre un nuevo eco del radar, que indicaba que un nuevo objeto, o quizás el mismo, estaba sobre Sagunto. Cuando se acercó lo suficiente, el objeto aceleró y desapareció de nuevo. Pero esta vez, los detectores de alerta radar del F-1 indicaban que el caza estaba siendo iluminado o apuntado por un radar ajeno, concretamente de onda continua como los que utilizan los misiles antiaéreos. En términos militares esto se considera una operación agresiva. Asimismo las comunicaciones por voz entre el piloto y el control militar, denominado Pegaso, con sede en la Base Aérea de Torrejón de Ardoz, sufrieron interferencias incluso cambiando de canal. Finalmente, ocurrió lo mismo por tercera vez, y esta vez el ovni desapareció definitivamente rumbo a África.

Cuando llegué, me encontré con un disco blanco. Era muy diferente a la otra luz, pero las interferencias que producía en mi avión eran las mismas. Lo perseguí hasta la zona de Menorca, pero ante la imposibilidad de alcanzarlo y la falta de combustible, decidí volver.

Tras hora y media de persecución, y debido a la falta de combustible, el piloto tuvo que volver a su base de Los Llanos sin resultados.
El informe que elaboró el Ministerio de Defensa de España incluye un avistamiento de un testigo anónimo el 11 de noviembre de 1979, la misma madrugada, desde la parada de San Adrián de Besós del autobús Barcelona-Granollers, en la confluencia con la carretera nacional de Barcelona a Mataró, sobre las 20:15 horas, ante varias personas más que esperaban el mismo autobús. El testimonio afirma que tres o cuatro minutos después la zona quedó a oscuras. Incluyó un dibujo en su carta al Ministerio. Así como también incluye el informe del Ministerio de Defensa una referencia a una noticia aparecida en el diario Pueblo del 21 de noviembre de 1979, sobre una observación de una luz por un mecánico de Sóller, con fotografías incluidas, tomadas la misma madrugada del martes 12 de noviembre de 1979.

## Posibles explicaciones
Hay múltiples explicaciones de este suceso: desde los que creen que el fenómeno ovni consiste en la visita de habitantes de otros mundos hasta los que piensan que aquellas luces no eran más que astros nocturnos o fenómenos meteorológicos, aunque de estos últimos fenómenos no hay ninguno conocido que tenga la dinámica de las luces del caso de Manises.
Una de las explicaciones propuestas achaca el suceso al bloqueo electrónico del Mirage F-1, basándose en que estaba estacionada en la zona la Sexta Flota de los Estados Unidos con un potente sistema de guerra electrónica, pendiente de los sucesos de la crisis de los rehenes en Irán.
La explicación oficial vendría gracias al expediente del Ejército del Aire, que sería desclasificado años después, en agosto de 1994. El asunto llegó incluso al Congreso de los Diputados, cuando en septiembre de 1980 el diputado socialista Enrique Múgica pidió una explicación de lo ocurrido.
El dictamen del Ministerio de Defensa descartaba la hipótesis del reflejo, debido a que había otras luces que igualmente deberían haberse reflejado. Así mismo descarta la de otro avión, un helicóptero, la Sexta Flota (el mando de la misma remite carta notificando su ausencia de dicho espacio aéreo, pág.17 del informe), y contempla pálidamente otras hipótesis, como estrellas, etc. Sin embargo, concurren circunstancias como ecos de radar y contacto visual desde tierra (el mismo Cap. Juez las vio, pues estaba de guardia) que hacen esas otras hipótesis bastante débiles. El dictamen final concluye: «...No se ha podido averiguar el origen de las referidas luces y descartada la hipótesis de que pertenecieran al posible helicóptero antes mencionado debido a la velocidad desplegada, estas confirman la existencia de un tráfico no controlado en la zona, de procedencia desconocida».
La respuesta que recibió el diputado Múgica afirmaba que no existe prueba de la existencia física del objeto, sólo de «luces».
Una de las explicaciones más recientes de los hechos, propuesta por primera vez por la Fundación Anomalía, afirma que las luces vistas por la tripulación del Super Caravelle JK-297 eran en realidad las llamaradas de las torres de combustión de la refinería de Escombreras, junto a Cartagena. Ese día, la visibilidad era excepcional, lo que combinado con un efecto de inversión térmica, hubiese hecho posible que las llamaradas fueran visibles desde el avión, aparentando estar en el cielo. La tensión y las condiciones atmosféricas anómalas hizo que el piloto del Mirage estuviera predispuesto a perseguir cualquier luz que viera en el cielo, recordando que en esas fechas varios planetas eran visibles y brillantes debido a las condiciones atmosféricas. Las interferencias sufridas fueron atribuidas a posibles contramedidas electrónicas por parte de la Sexta Flota, que se encontraba en situación de alerta por la crisis de los rehenes en Irán.
El piloto de aquel caza, el entonces Capitán Fernando Cámara, concluye no estar de acuerdo con estas últimas hipótesis: 

Conozco muy bien Escombreras, he visto cientos de veces sus llamas desde el aire. El que hace estas conjeturas, es que nunca ha volado un avión, ni sabe lo que es estar en el aire. Yo sé muy bien lo que vi. Además, esa luz iba en dirección a Zaragoza y no hacia Escombreras.